# Nick Fazekas
Nicholas Ryan Fazekas (jap. ニコラス・ライアン・ファジーカス), (ur. 17 czerwca 1985 w  Arvadzie) – amerykański koszykarz, węgierskiego pochodzenia, grający na pozycjach silnego skrzydłowego lub środkowego, posiadający także japońskie obywatelstwo, reprezentant tego kraju, obecnie zawodnik Kawasaki Brave Thunders.
W 2003 został wybrany najlepszym koszykarzem szkół średnich stanu Kolorado (Mr. Colorado Basketball).
Przez kilka lat występował w letniej lidze NBA. Reprezentował Dallas Mavericks (2007), Los Angeles Clippers (2008), Boston Celtics (2009).

## Osiągnięcia
Stan na 19 stycznia 2020, na podstawie, o ile nie zaznaczono inaczej.
NCAA
- Uczestnik rozgrywek:
  - Sweet 16 turnieju NCAA (2004)
  - II rundy turnieju NCAA (2004, 2005, 2007)
  - turnieju NCAA (2004–2007)
- Mistrz: 
  - sezonu regularnego konferencji Western Athletic (WAC – 2004–2007)
  - turnieju WAC (2004, 2006)
- Koszykarz roku WAC (2005–2007)[4]
- MVP turnieju konferencji Western Athletic (2006)
- Zaliczony do:
  - I składu:
    - WAC (2005–2007)
    - turnieju WAC (2006)
    - najlepszych nowo-przybyłych zawodników WAC (2004)

  - II składu All-American (2007)
  - III składu All-American (2006 przez Associated Press)
- Lider konferencji WAC:
  - wszech czasów w liczbie:
    - zbiórek (1254)
    - celnych rzutów z gry (901)

  - w średniej:
    - punktów (20,7 – 2005, 21,8 – 2006)
    - zbiórek (11,1 – 2007)

  - w liczbie:
    - punktów (721 – 2006)
    - zbiórek (354 – 2007)
    - celnych (268) i oddanych (507) rzutów z gry (2006)
    - celnych (220) i oddanych (372) rzutów z gry (2007)
- Drużyna Nevada Wolf Pack zastrzegła należący do niego numer 22

Drużynowe
- Uczestnik rozgrywek EuroChallenge (2008/2009)

Indywidualne
- MVP ligi japońskiej (2014, 2017)
- Zaliczony do:
  - I składu ligi japońskiej (2013, 2015, 2017, 2018)
  - składu honorable mention D-League (2008)
- Uczestnik meczu gwiazd:
  - D-League (2008)
  - ligi japońskiej (2014, 2015, 2017, 2019)
- Lider ligi japońskiej w:
  - punktach (2013–2015, 2017)
  - zbiórkach (2014, 2016, 2018)

Reprezentacja
- Uczestnik:
  - mistrzostw świata:
    - 2019 – 31. miejsce
    - U–21 (2005 – 5. miejsce)

  - azjatyckich kwalifikacji do mistrzostw świata (2017 – 4. miejsce)